# Alaksandr Fiedarowicz
Alaksandr Fiedarowicz (biał. Аляксандр Федаровіч, ros. Александр Владимирович Федорович, Aleksandr Władimirowicz Fiedorowicz; ur. 27 sierpnia 1973 w Mińsku, zm. 5 stycznia 2022) – białoruski piłkarz polskiego pochodzenia, grający na pozycji bramkarza, trener piłkarski.
Jego atrybuty fizyczne to 180 cm i 83 kg. Wcześniej występował w klubach Dniapro Mohylew i BATE Borysów.
W chwili śmierci pracował na stanowisku trenera bramkarzy w klubie BATE Borysów.